# カーリン・ラーション

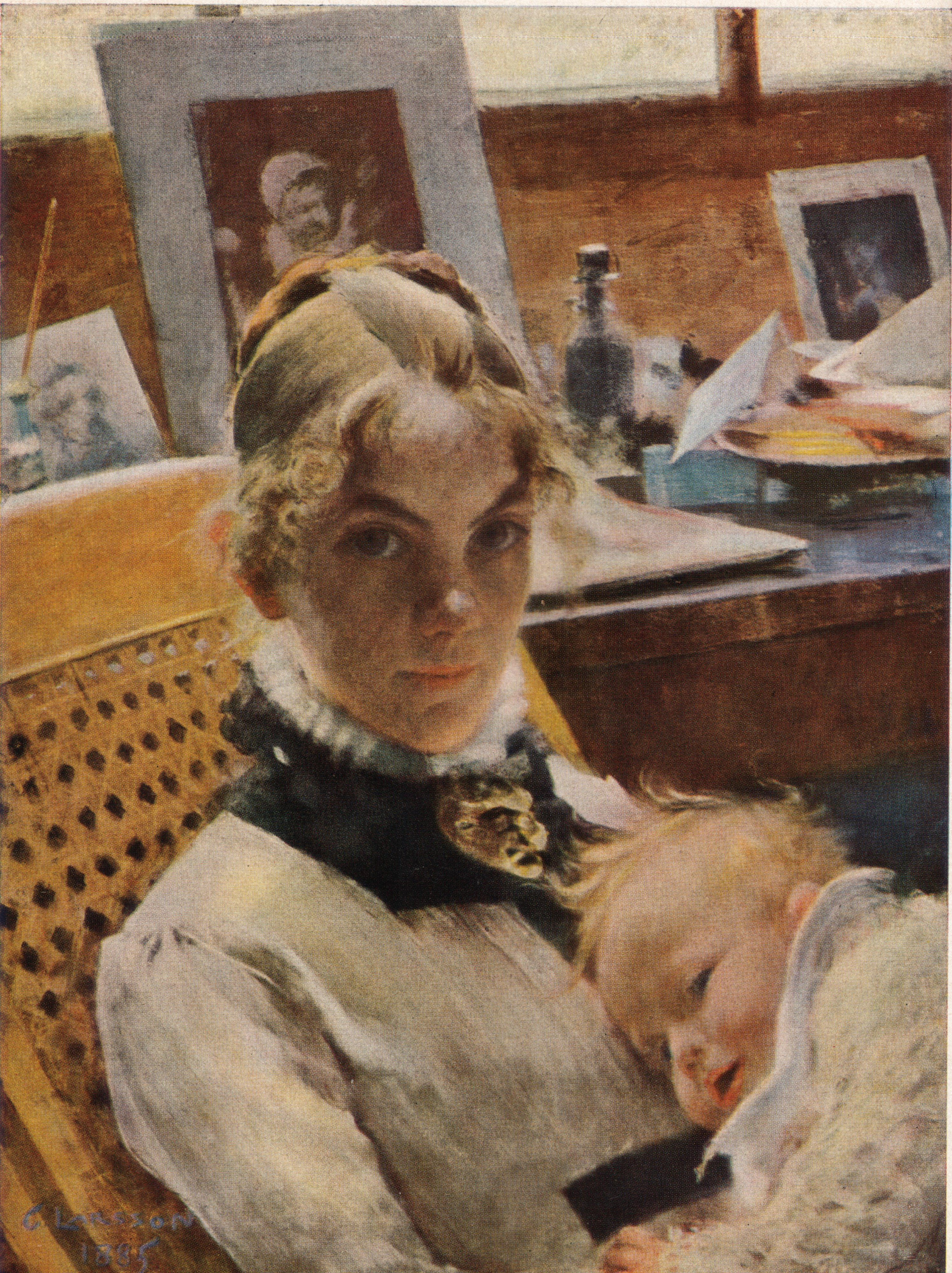
カール・ラーションが描いたカーリンと娘スザンヌ。

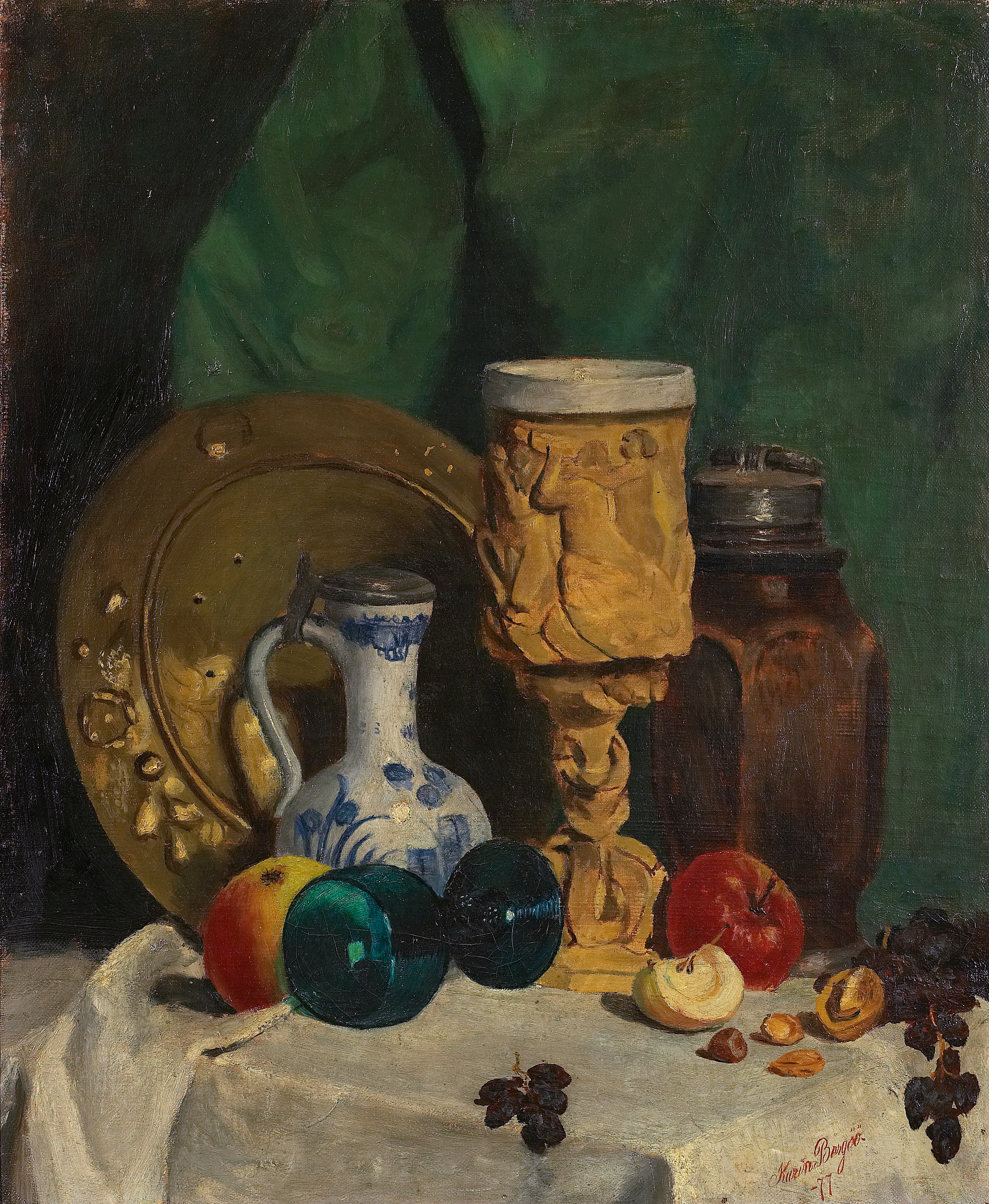
カーリンが1877年に描いた作品。

カーリン・ラーション（Karin Larsson, 1859年10月3日 - 1928年2月18日）は、スウェーデンの画家カール・ラーションの妻である。旧姓はベーリェー（またはベルゲー。Bergöö）。

## カール・ラーションの妻として
スウェーデン中部、ネルケ地方のエレブルーの成功したビジネスマンの家に生まれ、早くから絵の才能を示した。ストックホルムの学校で学び、手工芸学校で学んだ後、1877年から1882年の間、スウェーデン王立美術院で学んだ。カーリン・ベーリェーは、後に夫となるカール・ラーションと1879年のスウェーデンで初めて出会った。1882年9月、二人はパリ郊外の村グレー＝シュル＝ロワンにおいて婚約。翌年6月にストックホルムで結婚し、間もなくグレー村に戻った。長女スザンヌはグレー村で生まれた。1885年には一家でストックホルムへ戻り、翌年、ヴァーランド美術学校の教師となった夫とともにイェーテボリに移り住み、そこで長男ウルフが生まれた。1888年には、夫がポントゥス・フュシュテンベリーから壁画制作を依頼されたためパリに滞在することになると、小さな子供達をハルスベリ在住の自分の両親に預け、夫に同行した。パリでは次男ポントゥスが生まれた。1889年に夫妻がハルスベリに戻って子供たちと再会したとき、ウルフは喜びつつも父を「おじさん」と呼んだという。1891年に次女リスベス、1893年に三女ブリータ、1896年に四女チェシュティが生まれる。三男エースビョーンが生まれた翌年、1901年から、一家はファールン市の村スンドボーンに定住するようになる。スンドボーンにはカーリンとカールが1888年にカーリンの父アードルフ・ベーリェー（Adolf Bergöö）から譲り受けた家があり、それまでは一時的にその家で過ごしていた。カーリンとカールの夫妻はその家リッラ・ヒュットネースで7人の子を育てた。

## 家庭におけるアーティストとして
カーリンとカールの夫妻は、1888年にリッラ・ヒュットネースに移り住むと、暮らしやすく居心地の良い場所にするために改装と増築を重ねた。改造された窓にはカーリンが棚を着けるなどした。インテリアも主にカールのデザインによって整えられていったが、カーリンは家具やテキスタイルデザインに実用的な質素さと厳格さを加えていった。カーリンの画家としての才能が世間に評価されることはなかったものの、彼女のデザインしたカーテンやタペストリーといったテキスタイルは、夫によるリッラ・ヒュットネースを舞台にした絵画作品中に描かれることによって世界中に知られていった。また、「カール・ラーション様式」と呼ばれるドレスや妊婦服、小さな女の子用ドレスもデザインしていた。それらは当初、夫カールの作品として認知されたが、やがて子孫や研究者によってカーリンの作品であると認められていった。カーリンは書斎机や揺り椅子などの家具もデザインしており、制作した大工は、机と椅子のデザインが当時としては非常にモダンであったため、「とても不恰好なもの」を作ったのを村人に見られないように暗くなってからカーリンの元に届けたという。現在「カール・ラーション・ゴーデン（記念館）」となって、カーリンとカールが暮らしていた頃の様子をそのまま留めて一般に公開されているリッラ・ヒュットネースでは、カーリンがデザインした花台、小児用ベッドも見ることができる。